# Klebelsberg Társaság
A Klebelsberg Társaság Szegeden alakult 2020. november 13-án Klebelsberg Kuno, a jeles művelődéspolitikus tiszteletére. A névadójának születésnapján alapított civil társaság létrejöttének helye is szimbolikus: a szegedi Dóm tér épületei, a bennük működő intézmények, a helyhez kötődő szellemi élet szorosan kapcsolódnak az egykori kultuszminiszter tevékenységéhez. Az alapítók a Klebelsberg által egységben kezelt területek, a tudomány, az oktatás, a művészet és a vallási élet elismert képviselői.

## A társaság létrejöttének célja, tevékenysége
A társaság legfontosabb célja a klebelsbergi szellemiség ápolása a tudomány, a művészet és az oktatás területén. Bár a város főterén a szegedi önkormányzat 2000-ben felállíttatta a kultúrpolitikus mellszobrát, Melocco Miklós alkotását, a társaság kezdeményezi és minden eszközzel elősegíti, hogy az életművét megtestesítő helyszínen, a Dóm téren, az itteni árkádsorban létesített Nemzeti Emlékcsarnokban is állíttassék emlékmű. A társaság Klebelsberg születésnapján minden évben megemlékező szentmisét mondat a Fogadalmi templomban, megkoszorúzza a kereszthajóban található szarkofágját, valamint emlékkonferenciával tiszteleg a magyar kultúrpolitika egyik legnagyobb alakja előtt. Klebelsberg Kuno életműve a trianoni békediktátum traumáját követően Szegeden létrehozott értékeken túl az egész ország szellemi életére nagy hatással volt, ennek megfelelően a társaság a kultúra területén országos szinten is aktív és produktív szerepet kíván vállalni.

## A társaság alapítói
- Gyüdi Sándor Liszt Ferenc-díjas karmester, a Szegedi Szimfonikus Zenekar igazgatója
- ifj. Harangozó Gyula Kossuth-díjas táncművész, koreográfus, a Szegedi Szabadtéri Játékok művészeti igazgatója
- Herczeg Tamás Bánffy Miklós-díjas kulturális menedzser, rendező, a Szegedi Szabadtéri Játékok igazgatója
- Kiss-Rigó László teológus, a Szeged-Csanádi egyházmegye püspöke
- Kucsera Tamás Gergely a Magyar Érdemrend lovagkeresztjével kitüntetett filozófus, a Magyar Művészeti Akadémia főtitkára
- Nátyi Róbert művészettörténész – a társaság ügyvivője, a a Magyar Érdemrend lovagkeresztjével kitüntetett művészettörténész, kurátor, az SZTE Bartók Béla Művészeti Kar dékánja
- Tóth Péter Erkel Ferenc-díjas, Érdemes művész, zeneszerző, az SZTE Bartók Béla Művészeti Kar dékánhelyettese

## Külső hivatkozások
- Társaságot alapítottak Klebelsberg tiszteletére Szegeden, szeged-csanad.hu. 2020. november 12.
- Megalakult a szegedi Klebelsberg Társaság az oktatás, tudomány és kultúra nevében, szeged365.hu. 2020. november 13.
- Gondolat-jel: Klebelsberg Társaság alakult Szegeden, Kossuth Rádió, 2021. január 24.